# مفوضية الاتصالات النيجيرية
مفوضية الاتصلات النيجيرية (بالإنجليزية: Nigerian Communication Commission)‏ أو، اختصارا، NCC، هي المفوضية الحكومية التابعة لوزارة الإعلام والاقتصادي الرقمي النيجيري والمهتمة بشؤون الاتصالات في نيجيريا. أسست في عام 1992 بموجب القرار رقم 75 للحكومة العسكرية النيجيرية. وجدت تطورا كبيرا بعد ظهور النظام العالمي لاتصالات الهواتف المحمولة (GSM) وعملت في تنظيم أعمال شركات الاتصال في نيجيريا.

## تاريخ
ازداد التعداد السكاني في نيجيريا ومعه حاجة كبيرة إلى تطوير النظام الاتصلالي في البلاد. في أوقات مختلفة، تمت محاولة توسيع الشبكات لتلبية احتياجات التجارة والصناعية الناشئة عن طريق إنشاء الاتصالات الخارجية النيجيرية (NET) وشركة الاتصالات النيجيرية المحدودة (NITEL)، وهي شركة ذات مسؤولية محدودة تدير الاتصالات الداخلية والخارجية الخدمات في نيجيريا. بدأت الجهود المبذولة لتحرير القطاع وتحريره بإصدار قانون الاتصالات النيجيري الأول في نوفمبر 1992 والافتتاح الرسمي لمفوضية الاتصالات النيجيرية في 1993. تمتعت المفوضية بتاريخ قصير نسبيًا من التنظيم النشط في صناعة الاتصالات السلكية واللاسلكية في نيجيريا. كانت تعمل كإدارة في وزارة الاتصالات حتى أبريل 2000 عندما افتتحت الحكومة الاتحادية أول مجلس مفوضين لها.

## إدارة
يتكون مجلس إدارة مفوضية الاتصالات النيجيرية من تسعة أعضاء:
1. المدير (أديلو أكاندي)
2. نائب المدير (عمر غرب دان بتَّ)
3. المفوض التنفيذي - خدمات تقنية - (إبالي أحمد ماسكا)
4. المفوض التنفيذي - إدارة أصحاب المصلحة - (أديليكي أديوالي)

ومجموعة من خمسة مفوضين المكملة لمجلس الإدارة.

## وظائف
تشمل وظائف مفوضية الاتصلات النيجيرية وظائف منها:
1. توفير الرخصة لشركات الاتصالات.
2. حماية مصالح المستهلكين.
3. إنفاذ قوانين الاتصال في البلاد.
4. دور الطرف الثالث في نظام الاتصالات.
5. توحيد معايير الاتصال.
6. العمل كواجهة بين نيجيريا والسوق العالمية.

## روابط خارجية
1. وزارة الإعلام والاقتصاد الرقمي النيجيرية